# Cariniana legalis
Cariniana legalis,    es una especie de planta leñosa en la familia Lecythidaceae.
Es un árbol que por su tamaño y  belleza ha dado su nombre a ciudades, calles y palacios.
Existe cierta confusión sobre el nombre común de esta especie, que, dependiendo de la región de Brasil, puede referirse a cualquiera de las especies de jequitibás.

## Nombre común
- Portugués: congolo-de-porco, estopa, jequitibá-de-agulheiro, jequitibá-branco, jequitibá-cedro, jequitibá-grande, jequitibá vermelho, pau-carga, pau-caixão, sapucaia-de-apito.

## Descripción
Es considerado el más grande árbol nativo de Brasil, ya que puede alcanzar hasta 50 metros de altura y con un diámetro de tronco de hasta seis metros. Las flores, pequeñas, se producen a partir de diciembre a febrero, son de color crema. El fruto es leñoso, cuya apertura es espontánea en agosto-septiembre, la liberación y dispersión de semillas pequeñas Eolia.  Un kg contiene aproximadamente 22000 semillas que germinan en el medio ambiente semi-sombreado, la nueva planta aparece a los 12 y 20 días. 

## Distribución geográfica
Originalmente se encuentra en el centro y sureste de Brasil en los estados de Espírito Santo, Río de Janeiro, Minas Gerais, São Paulo y Mato Grosso do Sul, y también en Alagoas, Bahía, Paraíba y Pernambuco, en el Bosque Atlántico, tanto en terrenos  lluviosos o semisecos, siempre en suelo fértil. Quizás también se produce en Colombia y Venezuela.

## Hábitat
Los más antiguos y más grandes especímenes vivos de rosa Jequitibá se encuentra en el Parque Estatal Vassununga en Santa Rita do Passa Quatro, y cuenta con más de 3.000 años, por lo tanto, es considerado como uno de los seres vivos más antiguos del planeta, y árbol más antiguo de Brasil.

## Sinonimia
- Cariniana brasiliensis Casar.
- Couratari legalis Mart.[5]